# Joaquín del Olmo
Joaquín del Olmo (Tampico, 20 april 1969) is een voormalig Mexicaans profvoetballer die onder meer speelde voor Vitesse. Hij stapte na zijn actieve loopbaan het trainersvak in.

## Clubcarrière
Del Olmo heeft bijna zijn hele carrière in zijn geboorteland Mexico gespeeld; alleen in de tweede seizoenshelft van 1996/1997 was Del Olmo actief buiten Mexico. Vitesse huurde de middenvelder voor een half jaar van Club América. In deze periode speelde Del Olmo 15 wedstrijden voor Vitesse waarin hij 4 keer wist te scoren. Nadat het huurcontract afgelopen was keerde Del Olmo weer terug naar Mexico, waar hij in 2005 zijn loopbaan afsloot.

## Interlandcarrière
Del Olmo speelde met zijn vaderland Mexico mee op een wereldkampioenschap, in 1994. Hij kwam tot 51 interlands waarin hij drie keer wist te scoren. Onder leiding van bondscoach Miguel Mejia Baron maakte hij zijn debuut op 18 juli 1993 in de CONCACAF Gold Cup-wedstrijd tegen Canada (8-0).

## Clubstatistieken
| seizoen | club                | competitie                 | wed. | goals |
| ------- | ------------------- | -------------------------- | ---- | ----- |
| 1988/89 | Tampico Madero      | Primera División A         | 23   | 1     |
| 1989/90 | Tampico Madero      | Primera División A         | 29   | 0     |
| 1990/91 | CD Veracruz         | Primera División de México | 16   | 1     |
| 1991/92 | CD Veracruz         | Primera División de México | 6    | 0     |
| 1992/93 | CD Veracruz         | Primera División de México | 30   | 1     |
| 1993/94 | CD Veracruz         | Primera División de México | 33   | 4     |
| 1994/95 | Club América        | Primera División de México | 35   | 4     |
| 1995/96 | Club América        | Primera División de México | 27   | 0     |
| 1996/97 | Club América        | Primera División de México | 8    | 0     |
|         | Vitesse             | Eredivisie                 | 15   | 4     |
| 1997/98 | Necaxa              | Primera División de México | 38   | 1     |
| 1998/99 | Club Tigres         | Primera División de México | 32   | 2     |
| 1999/00 | Club Tigres         | Primera División de México | 16   | 0     |
|         | Puebla FC           | Primera División A         | 17   | 0     |
| 2000/01 | Club Tigres         | Primera División de México | 33   | 1     |
| 2001/02 | Club Tigres         | Primera División de México | 40   | 2     |
| 2002/03 | Jaguares de Chiapas | Primera División de México | 13   | 2     |
|         | Club Tigres         | Primera División de México | 14   | 0     |
| 2003/04 | Pumas UNAM          | Primera División de México | 24   | 0     |
| 2004/05 | Pumas UNAM          | Primera División de México | 21   | 2     |